# Pat Powers (producteur)
Pour les articles homonymes, voir Pat Powers et Powers.
Patrick A. Powers, dit Pat Powers (né le 8 octobre 1870 à Waterford, en Irlande et mort le 30 juillet 1948  à New York) est un producteur de cinéma et homme d'affaires irlando-américain connu pour sa présence dans l'industrie du cinéma, notamment de l'animation durant les années 1920 et 1930. 
Sa société Powers Motion Picture Company fusionna, entre autres, avec la Independent Moving Picture Company de Carl Laemmle en 1912 pour former Universal Pictures. Il fut le trésorier de la Universal Motion Picture Company.

## Biographie
Né en Irlande  à Waterford, dans le comté de Waterford, Pat Powers arrive très tôt aux États-Unis. Selon l'article nécrologique du journal Buffalo Courier-Express daté 1er août 1948, il était considéré comme de Buffalo, « sa sœur, Mary Ellen Powers, a toujours vécu à Buffalo ».
En 1900, Pat Powers s'associe à Joseph A. Schubert, Sr. et ouvre une société de vente de phonographes. En 1907, les deux partenaires créent la société Buffalo Film Exchange qui achète des films aux producteurs et les louent à des petites salles de cinéma (de type Nickelodeon).
En 1910, Pat Powers part de Buffalo et s'installe à New York. Il y poursuit la vente d'appareils sonores.
Au printemps 1927, Powers investit dans ce qu'il reste de la société de films sonores DeForest Phonofilm. Son fondateur, Lee De Forest était au bord de la faillite en raison des amendes qu'il devait payer à la suite d'une série de procès contre ses anciens associés Theodore Case et Freeman Harrison Owens. De Forest était alors un vendeur de matériel sonore à bas prix pour les cinémas de rediffusion qui souhaitaient se convertir au film sonore pour pas cher.
En juin 1927, Powers échoue dans une tentative de prise de contrôle de la société De Forest. Il décide alors d'embaucher un ancien technicien de la société, William Garity, pour produire une version identique au procédé d'enregistrement Phonofilm, qu'il baptise Powers Cinephone. Malheureusement pour De Forest, ses finances ne lui permettaient pas d'engager un procès contre Powers pour contrefaçon.
À l'été 1928, Powers propose à Walt Disney, alors à la recherche d'un système pour sonoriser ses courts-métrages de Mickey Mouse, son système Cinephone. Disney fait sonoriser de façon synchrone le film Steamboat Willie (novembre 1928). Il aide aussi Disney à distribuer ses films, car aucun distributeur ne se sent prêt à faire des films sonorisés, grâce à sa société Celebrity Pictures.
Après deux années de succès avec les dessins animés des séries de Disney Mickey Mouse et Silly Symphonies, Walt demanda  en 1930 des comptes à Powers concernant l'argent gagné avec les droits de distribution. Roy Disney a estimé le manque à gagner à cause de malversation à 150 000 $ de l'époque. Walt se rend à New York pour rencontrer Powers. Pat Powers lui rétorqua simplement qu'« après tout ce qu'(il) avait fait pour (...) lui et son frère [Walt et Roy] (...) c'est comme cela qu'il le remercie ? ». Pat enfonce le clou en annonçant que Walt est déjà perdu avec le départ d'Ub Iwerks. Pour preuve il lui montre un télégramme confirmant la signature d'un contrat d'embauche pour Iwerks de 5 ans. Grand seigneur, il lui propose de le lui prêter pour que Walt puisse réaliser des courts métrages. Roy confirme, plus tard dans la soirée, qu'Ub a décidé de quitter le studio. 
Powers évita un procès avec Disney mais perdit un peu plus sa réputation. Il aide Iwerks à fonder son propre studio Ub Iwerks Studios tandis que Disney se sépare de Celebrity Pictures en faveur de Columbia Pictures.
Iwerks ne réussit pas à reproduire le succès de Mickey Mouse avec des séries comme Flip la grenouille et Willie Whopper, distribués par Metro-Goldwyn-Mayer ou Comicolor distribué par Celebrity Pictures. Le studio ferme en 1936.
Pat Powers meurt le 30 juillet 1948, toujours directeur d'une société de production de films nommée Powers Film Products Company, basée à Rochester, dans l'État de New York. La seule famille qui lui restait était sa sœur et sa fille Roscoe M. George vivant à San Fernando en Californie.

## Filmographie partielle
- 1910 : The Woman Hater de Joseph A. Golden
- 1913 : The Spark of Manhood de Wallace Reid
- 1915 : Every Man's Money de Lynn Reynolds
- 1915 : The Third Partner de Lynn Reynolds
- 1915 : The Vengeance of Guido de Lynn Reynolds
- 1915 : A Pure Gold Partner de Lynn Reynolds
- 1915 : Honor Thy Husband de Lynn Reynolds
- 1915 : The Mirror of Justice de Lynn Reynolds
- 1915 : His Good Name de Lynn Reynolds
- 1919 : Le Serment de Black Billy (	Bare Fists) de John Ford
- 1919 : La Vengeance de Black Billy (Riders of Vengeance) de John Ford
- 1919 : Le Proscrit (The Outcasts of Poker Flat) de John Ford
- 1919 : Black Billy au Canada (Rider of the Law) de John Ford
- 1919 : Tête brûlée (A Gun Fightin' Gentleman) de John Ford
- 1919 : Les Hommes marqués (Marked Men) de John Ford
- 1922 : The Third Alarm d'Emory Johnson